# Granma (club de fútbol)

El Granma es un club de fútbol cubano radicado en la Provincia de Granma, en la ciudad de Bayamo. Actualmente juega en el Campeonato Nacional de Fútbol de Cuba la primera división del país.

## Ascenso a la Primera División
El CF Granma ganó el Torneo de Ascenso 2011, ascendiendo directamente al Campeonato Nacional de Fútbol de Cuba, donde el FC La Habana descendió al Torneo de Ascenso 2012.

## Jugadores destacados
- Ruslan Batista[3]

## Entrenadores
- Alexander González (2005)[4]
- Ramón Marrero (2016-2019)[5][6][2][7]